# Adriano Pimenta
Adriano Pimenta (Goiânia, 14 november 1982) is een Braziliaans voetballer.